# Dryodurgades antoniae
Dryodurgades antoniae är en insektsart som beskrevs av Melichar 1907. Dryodurgades antoniae ingår i släktet Dryodurgades och familjen dvärgstritar. Inga underarter finns listade i Catalogue of Life.